# Municipio de New Rockford
El municipio de New Rockford (en inglés: New Rockford Township) es un municipio ubicado en el condado de Eddy en el estado estadounidense de Dakota del Norte. En el año 2010 tenía una población de 81 habitantes y una densidad poblacional de 0,9 personas por km².

## Geografía
El municipio de New Rockford se encuentra ubicado en las coordenadas 47°43′23″N 99°4′56″O / 47.72306, -99.08222. Según la Oficina del Censo de los Estados Unidos, el municipio tiene una superficie total de 89.98 km², de la cual 89,4 km² corresponden a tierra firme y (0,65 %) 0,58 km² es agua.

## Demografía
Según el censo de 2010, había 81 personas residiendo en el municipio de New Rockford. La densidad de población era de 0,9 hab./km². De los 81 habitantes, el municipio de New Rockford estaba compuesto por el 96,3 % blancos y el 3,7 % eran de una mezcla de razas. Del total de la población el 0 % eran hispanos o latinos de cualquier raza.